# Diodore Cronos
Pour les articles homonymes, voir Diodore et Cronos.
Diodore Cronos, en grec ancien Διόδωρος Κρόνος / Diódôros Crónos (mort vers 284 av. J.-C.), était un philosophe grec de l'école mégarique. Il était originaire d'Iasos, ville de Carie (Asie Mineure), il avait 5 filles, toutes excellentes dialecticiennes, et son père s'appelait Ameinias. Disciple d'Apollonios de Cyrène — qui, déjà avant lui, était surnommé Cronos et lui transmit en quelque sorte cet appellatif—, il fut un représentant éminent de la dialectique éristique, où il eut notamment pour adversaire le  théophrastéen Phainias d'Érèse. Zénon de Kition, entre autres, aurait été son élève.
Bien qu'il l'eût tout simplement hérité de son maître Apollonios, son surnom de « Κρόνος » (dieu qui régna dans les temps primitifs et devint de ce fait, chez les Comiques, l'archétype du vieillard gâteux) donna lieu à une historiette explicative aussi célèbre que peu vraisemblable, et dont Diogène Laërce s'est fait l'écho : une joute verbale, au cours d'un banquet donné à Alexandrie par Ptolémée Ier Sôter, aurait opposé Diodore au redoutable Stilpon, disciple probablement indirect d'Euclide de Mégare ; voyant l'incapacité de notre dialecticien à résoudre sur-le-champ les problèmes que lui soumettait Stilpon, le roi se serait moqué de lui et l'aurait gratifié de ce sobriquet, qui correspond à peu près à notre expression « vieux fou » ou « grand radoteur », mais lui ajoute le piment d'un humour mythologique bien difficile à rendre dans les langues modernes. La même tradition va plus loin en rapportant que Diodore, désespéré, se donna la mort peu après le susdit banquet, non sans avoir, au préalable, écrit un traité aporétique sur les problèmes posés.
Le grand principe de sa physique était l'impossibilité du mouvement, mais le point de sa doctrine le plus souvent mentionné est sa remise en question des « futurs contingents » à l'aide d'un argument auquel la tradition a attaché l'épithète de dominateur.

## L'argument contre le mouvement
L'argument sur lequel il se fondait pour réfuter le mouvement est le suivant :
« Si une chose se meut, elle le fait soit dans le lieu où elle est, soit dans celui où elle n’est pas. Or elle ne le fait ni dans le lieu où elle est, puisque, si vraiment elle y est, elle y demeure en repos, ni dans le lieu où elle n’est pas, puisque là où une chose n'est pas, elle ne peut ni y agir, ni y pâtir. Donc rien ne se meut. Tel est le raisonnement de Diodore Cronos, qui a suscité de nombreuses réfutations. » 

## L'argument dominateur

### Énoncé
Diodore est à l'origine de l'argument dit « dominateur » (en grec, ὁ κυριεύων λόγος). Épictète, dans ses Entretiens (II, XIX), nous en livre une des rares formulations qui soient parvenues jusqu'à nous :
« Voici, me paraît-il, les points à partir desquels on pose l'argument Dominateur : il y a, pour ces trois propositions, un conflit entre deux quelconques d'entre elles et la troisième : " Toute proposition vraie concernant le passé est nécessaire. L'impossible ne suit pas logiquement du possible. Est possible ce qui n'est pas actuellement vrai et ne le sera pas. " »

La reconstitution exacte du raisonnement a fait l'objet de nombreux débats et de plusieurs formalisations. Pour donner une idée générale de la pensée de Diodore, on peut schématiser l'argument comme suit. Le passé étant irrévocable, ce qui est vrai le concernant ne peut devenir faux et les propositions qui l'énoncent sont, de ce fait, nécessaires ("Socrate est mort à Athènes" ne peut pas être fausse), réciproquement, la négation d'une proposition vraie portant sur le passé est impossible ("Socrate a fui Athènes" est aujourd'hui impossible). La notion de possible implique, quant à elle, qu'une proposition qui n'est pas vraie, à un instant donné, pourrait l'être ("Socrate va fuir Athènes" est possible avant l'exécution de celui-ci). Si cette proposition n'est jamais réalisée, elle est alors fausse pour tous les instants du temps, elle doit donc être tenue pour impossible ("Socrate a fui Athènes" n'a jamais été vraie et ne le sera jamais). Il faut donc en conclure, selon Diodore, que l'on ne peut pas qualifier de possible quelque chose qui n'est jamais réalisé car, dans ce cas, quelque chose d'impossible ("Socrate a fui Athènes") découlerait de quelque chose de possible ("Socrate va fuir Athènes").
La solution de Diodore consiste à nier la troisième prémisse (tandis que, comme le note Épictète, Cléanthe en déduit la fausseté de la première et Chrysippe celle de la deuxième). Le possible, pour lui, se définit donc comme ce qui est ou sera vrai. Diodore ne nie donc pas l'idée de possibilité, mais il la réduit à ce qui est ou sera effectivement ; dès lors il n'existe qu'un seul cours possible des événements, lequel, lorsqu'il est réalisé, se révèle nécessaire.
Cette nécessité est donc conçue comme étant d’une nature purement logique et sans lien avec la relation physique qu’il peut y avoir entre les événements. Diodore Cronos niait d’ailleurs, à la suite de Parménide, la réalité du mouvement, et considérait le temps comme une successions d’instants clos sur eux-mêmes. En cela, le nécessitarisme de l'école de Mégare se distingue du déterminisme moderne qui est fondé sur la relation causale entre les événements.

### Réactions et pérennité de l'argument

#### Réactions contemporaines
Certains auteurs rapportent que cet argument « dominait » la vie publique grecque. Il est clair qu'Aristote en avait connaissance : un passage de la Métaphysique (livre IX, 1046 b 29-32) concernant l'école mégarique paraît bien renvoyer à la prémisse de stabilité (voir infra), et le chapitre IX du De Interpretatione, qui défend le principe des « futurs contingents », se veut très vraisemblablement une réfutation de l'argument « dominateur ».
Le débat qui eut lieu par la suite pourrait bien n'être dû qu'aux difficultés morales soulevées par l'argument.

#### Exploitation moderne de l'argument
Jules Vuillemin s'est intéressé de près à cet argument dans son étude intitulée Nécessité ou contingence. L'aporie de Diodore et les systèmes philosophiques. Il utilise cet argument pour classer systématiquement les systèmes moraux selon leurs choix explicites ou implicites dans les prémisses de l'argument (idée proposée par Épictète dans les Entretiens). Il obtient ainsi trois types de philosophies morales.
Jacques Bouveresse, citant d'ailleurs Jules Vuillemin, commente ainsi l'aporie de Diodore, l'étude qui en est faite par Vuillemin et les systèmes qui en découlent : 
Il faut toujours prendre en considération les quatre prémisses suivantes :
- Irréversibilité : Le passé est irrévocable en ce sens que les choses qui ont été faites ne peuvent être rendues « non faites ».
- Corrélation : Du possible à l'impossible le possible ne suit pas, ou plus simplement on ne peut déduire logiquement l'impossible du possible et vice-versa.
- Contingence : Il peut y avoir du possible qui ne se réalise jamais.
- Stabilité : Ce qui est ne peut pas ne pas être pendant qu'il est.

De là, il nous faut choisir et les systèmes philosophiques dépendent des choix effectués.
Selon notre choix nous aurons à considérer si la vérité nous semble, ou non, soumise à la question de la temporalité et aux limites de la démarche axiomatique mises en lumière par l'aporie de Diodore.

## Sources
- Robert Muller, Les Mégariques. Fragments et témoignages. Paris, Vrin, 1985.